# Canal chlorure
Les canaux chlorure font partie d'une super-famille de canaux ioniques qui permettent de laisser passer les ions chlorure au travers de la membrane plasmique ou de la membrane des organites intracellulaires. 
Ces canaux sont avant tout des canaux anioniques c'est-à-dire des pores protéiques permettant la diffusion passive des anions au travers des membranes biologiques dans le sens du gradient électrochimique. Ces canaux laissent passer certains anions tels que I− ou NO3− avec une meilleure efficacité que les ions Cl−. Mais comme les ions Cl− sont en concentration plus élevée dans les systèmes biologiques, ce sont eux qui diffusent majoritairement et ont donc donné leur nom à ces canaux. Le passage d'ions Cl− au travers de ces canaux permettrait de contrôler la composition ionique du cytoplasme (et ainsi le volume cellulaire) à la suite de l'activité des échangeurs NA+/H+ et des pompes à protons 